# Galactosilceramida

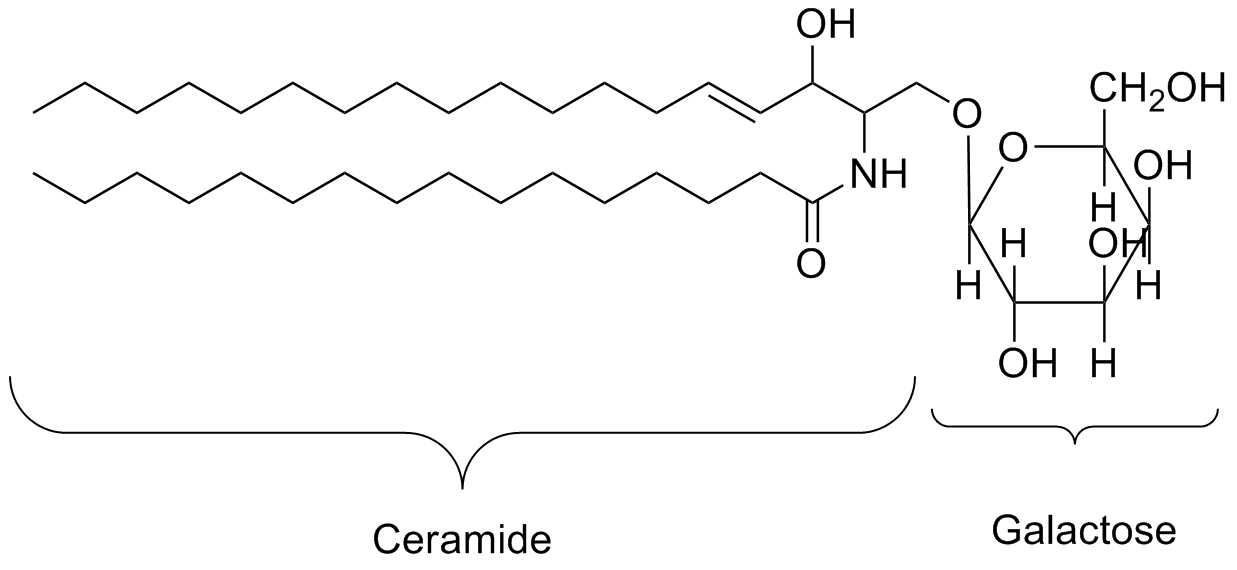
Estructura del galactosil cerebròsid

El galactosilcerebròsid o galactosilceramida és una molècula de caràcter lipídic que juga un important rol al cervell. És un tipus de globòsid (cerebròsid amb carbohidrats extra, com ara glucosa, galactosa, GalNAC) que es troba a la membrana dels eritròcits. S'origina a partir de la ceramida, que alhora es compon per un aminoalcohol, l'esfingosina, a la que s'uneix un àcid gras mitjançant un enllaç peptídic. La incorporació a aquesta molècula, precursora de ceramida, d'una galactosa origina el galactosilcerebròsid.

## Biosíntesi del galactosil cerebròsid

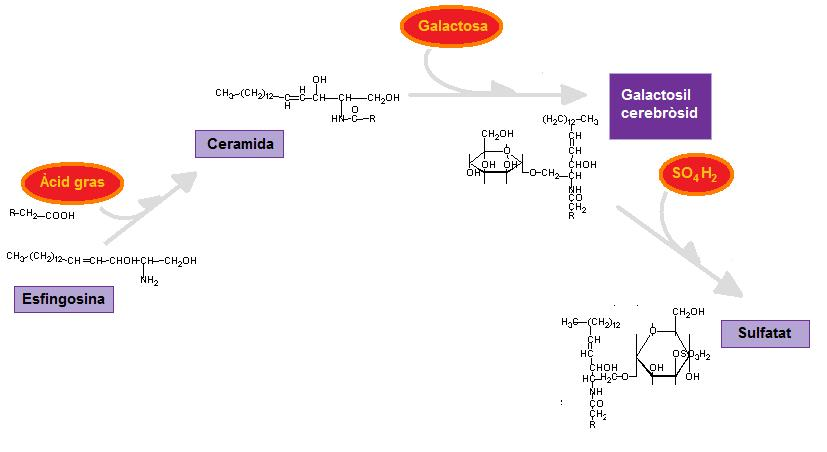
Biosíntesi del galactosilcerebròsid

Les reaccions en què participa el galactosil cerebròsid pertanyen al cicle dels gangliòsids. La ceramida es forma a partir d'un àcid gras i una esfingosina. A partir d'aquí, es realitza la biosíntesi del galactosilcerebròsid: En aquesta reacció, s'afegeix una galactosa a la ceramida, de forma que es genera el galactosilcerebròsid. En la segona reacció, el galactosilcerebròsid participa com a substrat, afegint-s'hi un àcid sulfúric.
Aquesta és la ruta típica d'organització dels lípids complexos, els quals formen un grup d'alta activitat funcional que conjuntament amb els fosfolípids garanteixen l'especialització de les membranes cel·lulars (i en particular de les cèl·lules nervioses). Així mateix, si seguissim aquesta ruta, veuríem la biosíntesis de l'esfingomielina (que es realitza a partir de la transferència d'una fosfocolina a la ceramida), el producte que, conjuntament amb el colesterol, impermeabilitza les fibres nervioses i garanteix la transmissió de l'impuls nerviós. Dins d'aquest grup de lípids complexos hi ha diferències entre els cerebròsids, gangliòsids i sulfatats, per la biosíntesis dels quals s'interrelacionen els glúcids i els lípids, essencialment des de la glucosa i galactosa amb els àcids grassos i els aminoalcohols. Independentment de les reaccions explicades anteriorment, cal dir que en la ruta dels gangliòsids es realitzen altres reaccions, com ara la síntesi de glucosil cerebròsid a partir de la ceramida i la glucosa.

## Malalties associades
La malaltia de Krabbe s'associa a l'excés de galactosil cerebròsid. Pertany a la família dels trastorns identificats com malalties d'emmagatzemament lisosomal. Aquest trastorn està caracteritzat per una acumulació lisosomal de galactosilceramides com a conseqüència dels defectes en la hidrolasa lisosomal, la galactosilceramidasa. Les galactosilceramides es troben gairebé exclusivament a les beines de mielina de la glia. Així, aquest defectes en el metabolisme dirigeixen l'afectació neurològica greu de la malaltia de Krabbe.

### Genètica
El gen de la galactosilceramida, normalment conegut com a galactocerebròsid β-galactosidasa (símbol GALC), es troba en el cromosoma 14 braç q23.3-32.1, ocupant 56 kb i compost per 17 exons que codifiquen a 669 àcids amino-glicoproteïnes. L'activitat deficient de la galactocerebròsid β-galactosidasa dona com a resultat la malaltia de Krabbe.